# Heinz-Hermann Koelle
Pour les articles homonymes, voir Koelle.
Heinz-Hermann Koelle (né le 22 juillet 1925 à Dantzig - mort le 20 février 2011 à Berlin) est un ingénieur en aérospatial ayant travaillé sur une version préliminaire de ce qui est devenu la Saturn I. Proche associé de l'équipe de Wernher von Braun à l'Army Ballistic Missile Agency (ABMA), il a été membre de l'équipe de lancement d'Explorer 1. En 1965, il a accepté la direction du département de technologies spatiales de l'université technique de Berlin.

## Biographie
Koelle naît en 1925 dans la ville libre de Dantzig. Il est le fils d'un lieutenant-colonel de la police. Après l'annexion de Danzig par l'Allemagne en 1939, Koelle rejoint la Luftwaffe et est pilote durant la guerre.
Après la guerre, il commence des études de génie mécanique à l'université de Stuttgart. À la fin de ses études, von Braun l'invite à rejoindre l'équipe ABMA au Redstone Arsenal de Huntsville (Alabama).

## Œuvres
- (en)Handbook of astronautical engineering, Editor Heinz Hermann Koelle, McGraw-Hill, 1961
- (en)Prospects of a settlement on the moon: development, operation, cost, benefits, Institut für Luft und Raumfahrt (Berlin), 2002